# Royal Consort
Royal Consort bezeichnet im englischen Sprachgebrauch den Ehepartner eines souverän regierenden Monarchen. Die anerkannte Ehefrau eines Königs ist eine Queen Consort (deutsch wörtlich: Königin-Gemahlin, lateinisch regis uxor) oder meist auch nur Queen. Für den anerkannten Ehemann einer Königin existiert keine allgemein gültige Form; möglich sind u. a. Prince Consort oder King Consort.
Seit dem Amtsantritt von König Charles III. am 8. September 2022 ist Camilla, vormals Duchess of Cornwall, Queen Consort von Großbritannien und des Commonwealth.

## DieQueen Consortim Vereinigten Königreich
Nach britischem Recht ist auch eine Queen Consort, obwohl dessen Gemahlin, eine Untertanin des Königs. Allerdings teilt sie mit ihm dessen Würden und genießt gewisse Privilegien. Ihr formeller Titel lautet Queen Consort und analog zur Anrede des Königs His Majesty gilt ihr die Anrede Her Majesty. Ihren Tod zu planen kommt einem Hochverrat gleich, genauso wie – außer für ihren Gatten – mit ihr in sexueller Beziehung zu stehen. Nach dem Tod ihres königlichen Gemahls wird sie zur Queen Dowager (deutsch Königinwitwe).
Trotzdem hat eine Queen Consort im Unterschied zu einer Queen Regnant (deutsch regierende Königin) nicht denselben Status wie ein König, sondern ist diesem vom Rang her nachgeordnet. Auch der männliche Gegenpart – nämlich der Ehegatte einer Queen Regnant – nimmt gegenüber seiner Frau und souveränen Monarchin einen niedrigeren Rang ein, welcher niedriger als jener einer Queen Consort angesiedelt ist, was sich bei ihm unter anderem in der Anrede als Royal Highness widerspiegelt.
Bei der Übertragung der weiblichen Form ins Deutsche besteht die Problematik, dass sowohl der Begriff Queen Regnant als auch Queen Consort mit „Königin“ übersetzt werden kann. Im Deutschen hingegen fehlt diese Unterscheidung zwischen einer aus eigenem Recht souverän herrschenden Königin und einer aufgrund ihrer Ehe mit einem König in diesen Rang erhobenen Königin, da im deutschen Sprachgebiet aufgrund der allgemeinen Praxis des Salischen Rechts nur Königinnen im letztgenannten Sinne existierten. Die einzige Ausnahme bildet Maria Theresia als Königin von Böhmen aus eigenem Recht ab 1740.

## Die Bezeichnungregierende Königinin Deutschland
Die Bezeichnung regierend für die Ehefrau eines Königs diente im Sprachgebrauch deutscher Monarchien der Unterscheidung zwischen der infolge der Thronbesteigung ihres Mannes zur Königin gewordenen bisherigen Kronprinzessin und der nun verwitweten Königin. Speziell in Preußen lebten über viele Jahre zwei Königinnen. König Friedrich II. ordnete nach dem Tod seines Vaters an, dass seine Gemahlin Elisabeth Christine als regierende Königin der nunmehr mit Königin Mutter anzuredenden Sophie Dorothea den Vortritt zu lassen habe. Die Unterscheidung war allgemein gebräuchlich, ohne ein Titel zu sein. Friedrich Schiller eignete den Monolog der Jungfrau von Orleans im gleichnamigen Stück der regierenden Königin Luise von Preußen zu. Johann Daniel Friedrich Rumpf gebrauchte die Bezeichnung in einem Stadtführer für Berlin und Potsdam und Johann Wolfgang von Goethe schrieb Lieder An Ihro Majestät, die regierende Königin von Preußen, die 1809 Johann Friedrich Reichardt in Töne setzte. In den 1850er Jahren gebrauchte Karl Eduard Vehse, der Chronist des preußischen Hofes, die Bezeichnung für Elisabeth Christine. Auch die Königinnen von Bayern benutzten diese Unterscheidung.
Bis in die Gegenwart benutzen Historiker die Bezeichnung bei der Beschreibung deutscher Höfe.

## Gatten einer Königin
Die männliche Form eines Royal Consort findet ihre Entsprechung im Deutschen in etwa in den Begriffen Prinzgemahl oder Titularkönig. Auch wenn er oft als Prince Consort bezeichnet wird, hat ein männlicher Royal Consort im Gegensatz zur weiblichen und üblicheren Queen Consort keinen festgelegten formalen Titel. Philipp II. von Spanien erhielt von seiner Gattin Königin Maria den Titel King Consort, Queen Victoria ernannte Albert von Sachsen-Coburg und Gotha zum Prince Consort, während Queen Elisabeth II. ihrem Gatten Philip, Duke of Edinburgh, den Titel Prince verlieh.